# Объект права
Объе́кт пра́ва (правоотноше́ний) — это то, по поводу чего возникает, существует само правовое отношение. Так, лицо может претендовать на предоставление ему другой стороной какого-либо имущества (денег, вещей и т. п.), владеть и распоряжаться какими-то ценностями и т. д.
Проблема понятия, содержания, классификации и анализа других сторон объектов правоотношений имеет важное значение, поскольку только наличие объекта права вызывает необходимость возникновения и осуществления самих правоотношений. Отсутствие объекта права лишает смысла существование каких-либо правоотношений. В обществе нет и не может быть правоотношений не только бессубъектных, но и безобъектных.
Проблема общего определения понятия «объект права» всегда привлекала внимание исследователей и была предметом дискуссий. Пытаясь найти оптимальное и адекватное решение и ответить на общий вопрос, что такое объект права, многие из авторов высказывают не только отличные точки зрения, но и те, что дополняют друг друга.
В юридической литературе существуют разные трактовки объекта правоотношения. Однако в ходе длительной дискуссии сложились в основном две концепции — монистическая и плюралистическая. Согласно первой из них, объектом права могут выступать только действия субъектов, поскольку именно действия, поступки людей подлежат регулированию юридическими нормами и лишь человеческое поведение способно реагировать на правовое воздействие. Отсюда у всех правоотношений единый, общий объект.
Согласно второй позиции, объекты права настолько разнообразны, насколько разнообразны правоотношения, которые регулируются правом.

## Виды объектов правоотношений
Итак, в зависимости от характера и видов правоотношений их объектами выступают:
1. Материальные блага (вещи, предметы, ценности), характерные главным образом для гражданских, имущественных правоотношений (купля-продажа, дарение, мена, завещание и тому подобное).
2. Нематериальные личные блага (жизнь, честь, здоровье, достоинство, свобода, безопасность, право на имя, неприкосновенность человека), большинство из которых типичны для уголовных и процессуальных правоотношений.
3. Поведение, действия субъектов, разного рода услуги и их результаты. (главным образом, правоотношения, складывающиеся на основе норм административного права в сфере управления, бытового обслуживания, хозяйственной, культурной и иной деятельности).
4. Продукты духовного творчества (произведения литературы, искусства, живописи, музыки, скульптуры, а также научные открытия, изобретения — все, что является результатом интеллектуального труда).
5. Ценные бумаги, официальные документы (облигации, акции, векселя, деньги, приватизационные чеки, дипломы, аттестаты и тому подобное). Они могут стать объектом правоотношений, возникающих при их утрате, восстановлении, оформлении дубликатов.